# Mompha nuptialis
Mompha nuptialis é uma espécie de mariposa do gênero Mompha pertencente à família Coleophoridae.